# Martha Asmus
Martha Asmus (* 20. Juni 1844 in Pillkallen, Ostpreußen; † 28. Januar 1910 in Eberswalde) war eine deutsche Schriftstellerin. Sie schrieb auch unter dem Pseudonym Martha Klodwig.

## Leben
Asmus wurde als Tochter eines Kreisarztes geboren, der bereits 1846 verstarb. Die Mutter entstammte einer alten Aristokratenfamilie aus Pommern und zog mit ihren fünf Kindern nach Stolp in Pommern. Hier besuchte Asmus die Schule und verlebte ihre Kindheit und Jugend. Im Jahr 1865 zog die Familie nach Mecklenburg, in späteren Jahren zog Asmus zu ihrem Bruder Paul Asmus (1842–1877) nach Halle an der Saale. Nach seinem Tod begann Asmus zu schreiben und lebte in den frühen 1880er-Jahren für zwei Jahre in England und Paris. Im Jahr 1885 zog sie nach Berlin.
Es entstanden Gedichte, Romane und Erzählungen, die teilweise in Zeitschriften wie dem Simplicissimus veröffentlicht wurden. In der Zeitung Die Gesellschaft setzte sich Asmus in ihrem Artikel Ein Blick in Nietzsches Jenseits von Gut und Böse im Jahr 1895 mit dem Philosophen auseinander. Spätere Artikel wandten sich der Frauenbewegung zu und thematisierten die weibliche Sexualität. Asmus vertrat in einem Artikel 1899 die Ansicht von der psychischen Gleichheit der Geschlechter. Im Jahr 1901 veröffentlichte sie zudem eine Entgegnung auf Paul Julius Möbius’ frauenfeindliche Schrift Über den physiologischen Schwachsinn des Weibes. Im Jahr 1909 erschien ihre Übersetzung von Charles Baudelaires Werk Die Blumen des Bösen unter dem Titel Des Teufels Blumen. Sie gilt als „erste Frau in der Reihe deutscher Übersetzer Baudelaires“. Sie verstarb in der Landesirrenanstalt in Eberswalde.
Asmus war mit Rudolf Steiner befreundet, der sie in seinen Memoiren „eine philosophisch denkende, aber stark zum Materialismus neigende Dame“ nannte. Über Asmus’ Vermittlung beschäftigte sich Steiner intensiv mit den philosophischen Werken ihres Bruders Paul Asmus.
Gemeinsam mit Steiner, Max Martersteig und Rudolf Penzig gehörte Asmus im Februar 1900 zum Leitungsausschuss des neu gegründeten Giordano-Bruno-Bundes unter dem Vorsitz von Bruno Wille. Ebenfalls verkehrte sie im Literatenkreis Die Kommenden.

## Werke
- Unter den Tropen (Novelle, 1889)
- Ich gratuliere! Gelegenheitsgedichte (Originaldichtungen, 1893)
- Frauenbefreiung und Erotik (Beitrag in Die Gesellschaft, 11/1895)
- Annette (Roman, 1900)
- Tantalus (Erzählung, 1900)
- Indiskrete Mitteilungen über Erfahrenes. Seemann, Leipzig 1901.
- Ein Retter vom Geist (1901)
- Im Frühling (Roman, 1902)
- Der Liebe Launen (Erzählung, 1902)